# Staustufe Děčín
Koordinaten: 50° 48′ 4″ N, 14° 14′ 12″ O
Die Staustufe Děčín (tschechisch Plavební stupeň Děčín) ist eine nahe dem böhmischen Děčín geplante Staustufe im tschechischen Unterlauf der Elbe.

## Beschreibung
Der geplante Standort der Stauanlage soll sich zwischen Děčín-Loubí (Laube) und Prostřední Žleb (Mittelgrund) unweit der deutschen Grenze bei Flusskilometer 737,02 (Schifffahrts-km 98,98) befinden. Sie soll aus einem Wehr nebst Schleuse, kleinem Wasserkraftwerk und zwei Fischrinnen bestehen.

## Zweck
Die Staustufe Děčín ist Bestandteil der tschechischen Bemühungen, durch vermehrte Stauregelung die Schiffbarkeit der Elbe zu verbessern. Erklärtes Ziel ist eine Tauchtiefe von mindestens 140 cm an ca. 345 Tagen pro Jahr.

## Kontroverse
Gegner des Vorhabens bezweifeln, ob ein angemessener ökonomischer Nutzen erzielt werden kann, da die Elbe auch im Flusslauf unterhalb nur eingeschränkt (mit witterungsabhängigen Unterbrechungen) schiffbar ist. Somit wird ebenfalls befürchtet, dass sich durch die Staustufe Děčín der Druck auf Deutschland erhöht, seinerseits entlang der Elbe Staustufen zu errichten. 
Insbesondere wird das Projekt wegen seiner Auswirkungen auf den Natur-, Landschafts- und Hochwasserschutz kritisiert, es gab seit dem Jahr 2000 zahlreiche Einwendungen vor allem von deutscher Seite. Die Regierung des benachbarten Sachsen ist gegen die Staustufe: 2005 intervenierte der damalige Umweltminister Stanislaw Tillich bei der EU, um deren Fördermittel für das Projekt zu blockieren, 2010 legte Umweltminister Frank Kupfer (beide CDU) Widerspruch ein und prüft, ob das Vorhaben notfalls auch per Klage verhindert werden kann.
Im Oktober/November 2010 erfolgte die Auslegung der Unterlagen einer neuen Umweltverträglichkeitsprüfung, um nunmehr – nach einem personellen Wechsel an der Spitze des bisher ablehnenden Prager Umweltministeriums – die Staustufe doch zu realisieren. Natur- und Umweltschützer kritisierten dieses Einwendungsverfahren als „Scheinbeteiligung der Öffentlichkeit“. Innerhalb der zu kurzen Frist sei nur eine unzureichende Auswahl von Unterlagen in deutscher Sprache verfügbar gemacht worden. Daraufhin wurde eine Fristverlängerung für Stellungnahmen aus Deutschland bis zum 28. Februar 2011 gewährt, da die deutsche Übersetzung der Gesamtdokumentation erst im Januar fertiggestellt wurde.
Nachdem bereits die erste Version der Planungsunterlagen vom tschechischen Umweltministerium unter dem damaligen grünen Minister abgelehnt worden war, stoppte die Behörde 2012 auch (nunmehr unter einem konservativ-liberalen ODS-Minister) die überarbeitete Version und verwies sie wegen Mängeln zurück ans Wasserstraßenamt RVC.
Zum Jahresende 2019 teilte das Tschechische Umweltministerium (tschechisch Ministerstvo životního prostředí) der deutschen Generaldirektion Wasserstraßen und Schifffahrt mit, dass das Verfahren zur Umweltverträglichkeitsprüfung beendet ist.